# Église Saint-Georges de Saint-Georges-du-Bois
L'église Saint-Georges est une église située à Saint-Georges-du-Bois, en France.

## Localisation
L'église est située dans le département français de Maine-et-Loire, sur la commune de Saint-Georges-du-Bois.

## Historique
L'édifice, construit aux douzième et treizième siècles, est classé au titre des monuments historiques en 1963.